# Hanns-Heinz Kassemeyer
Hanns-Heinz Kassemeyer (* 21. Juli 1949 in Tübingen; † 31. August 2024) war ein deutscher Pflanzenphysiologe und Phytomediziner an der Albert-Ludwigs-Universität Freiburg, er war Leiter der Abteilung Biologie am Staatlichen Weinbauinstitut Freiburg (WBI) und Bereichsleiter im Interreg Projekt Vitifutur, einer transnationalen Plattform für Forschung und Anwendung zum nachhaltigen Weinbau mit Partnerinstituten aus Frankreich, der Schweiz und Deutschland. Er war weiterhin Seniorwissenschaftler zur Forschungs- und Projektberatung am WBI.

## Leben und Wirken
Nach dem Besuch des Gymnasiums in Tübingen folgte eine Gärtnerlehre mit Fachrichtung Blumen und Zierpflanzenbau in der Stadtgärtnerei Stuttgart mit Abschluss als Gärtnergehilfe 1969. Den Grundwehrdienst in Ulm an der Donau und in Landsberg am Lech leistete Kassemeyer von 1969 bis 1971.
Anschließend studierte er Gartenbauwissenschaften an der TU München in der Fachrichtung Pflanzenwissenschaften und Phytopathologie mit Diplom 1976. Diesem folgte das Promotionsstudium im Rahmen der Graduiertenförderung der TU München mit Promotion zum Dr. agr. 1981. Das Thema der Dissertation war die Megasporenentwicklung und Befruchtungsbiologie der Weinrebe. Die Habilitation zum Dr. rer nat. habil. mit Venia legendi in Pflanzenphysiologie an der Universität Freiburg erfolgte 2008.
Nach dem Eintritt in das WBI (1980) als wissenschaftlicher Angestellter führte er Forschungsarbeiten zur Megasporenentwicklung und Befruchtungsbiologie der Weinrebe durch. Danach wechselte er 1982 an das Julius Kühn-Institut Bundesforschungsinstitut für Kulturpflanzen Braunschweig mit der Aufgabe Prüfung der biologischen Wirksamkeit von Pflanzenschutzmitteln (1982).
Zurück im WBI war er von 1985 bis 2014 Arbeitsgruppenleiter Phytopathologie, Leiter der Abteilung Biologie mit den Aufgaben Aufbau der phytopathologischen Forschung; Etablierung serologischer und molekularer Diagnoseverfahren; Aufbau der angewandten Forschung und Entwicklung im Bereich Pflanzenschutz im Weinbau.
Kassemeyer galt als Experte auf den Gebieten Biologie und Epidemiologie von Plasmopara viticola und Erysiphe necator, Wirt-Pathogen-Interaktion bei der Weinrebe (molekulare, biochemische und zellbiologische Ebene), Phylogenie resistenter Wildarten von Vitis, Biologie und Populationsgenetik holzzerstörender Pilze, molekulare und serologische Diagnose phytopathogener Viren und Bakterien, Zusammenhänge zwischen Struktur der Epidermis sowie Textur der Beerenepidermis und Anfälligkeit der Beeren für Pathogene.
Seit 1997 war er Lehrbeauftragter, seit 2012 Apl. Professor an der Albert-Ludwigs-Universität Freiburg, er hatte weiterhin Lehraufträge zu Biologie und Taxonomie der Pilze sowie Einführung in die Phytopathologie.
Kassemeyer war verheiratet und hatte ein Kind.

## Engagements und Mitgliedschaften
- Ab 1999: Editorial Board Vitis - Journal of Grapevine Research
- Ab 2003: Editorial Board Protoplasma
- 1993–2003: Steering committee Member und ab 2003 Honorary Memberː The International Council for the Study of Virus and Virus-like Diseases of the Grapevine
- Ab 1994: Organization committee International Workshop for Grapevine Downy and Powdery Mildew

- 1998–2004: Mitglied Sachverständigen Ausschuss für die Zulassung von Pflanzenschutzmittel bei der Biologischen Bundesanstalt für Land- und Forstwirtschaft Braunschweig

- 2005–2015: Mitglied Fachbeirat Naturhaushalt beim Bundesamt für Verbraucherschutz und Lebensmittelsicherheit

- Ab 1982: Mitglied Deutsche Botanische Gesellschaft

- Ab 1982: Mitglied Deutsche Phytomedizinische Gesellschaft

- Ab 2001: Mitglied The American Phytopathological Society

- Ab 2006: Mitglied seit 2016 Vorsitzender der Freunde und Förderer des Botanischen Gartens der Universität Freiburg

- Seit 2014: Tätigkeit als Seniorwissenschaftler des WBI zur Akquisition von Forschungsprojekten, Arbeiten zur Nanostruktur der Beerenoberfläche und deren chemisch physikalischen Eigenschaften sowie Untersuchungen zur Struktur von Holz der Weinrebe (Mikroskopie, Computertomographie).

- Ab 2018: Albert-Ludwigs-Universität Freiburg Gastprofessur Botanischer Garten, Botanik: Funktionelle Morphologie und Bionik Plant Biomechanics Group

## Projekte (Auswahl)
- INTERREG Projekt VITIFUTUR Transnationale Plattform für Forschung und Anwendung für einen nachhaltigen Weinbau mit 9 Partnerinstituten in Frankreich, Schweiz und Deutschland in Kooperation mit Peter Nick[3]
- Occurrence and diversity of wood colonizing fungi in pruning wounds of grapevine Partner: Universität Florenz
- Mikroskopische Untersuchungen zur Struktur von Holz der Weinrebe, das von holzzersetzenden Pilzen befallen ist Partner: Universität Freiburg, Institut für Forstbotanik
- Charakterisierung der Nanostruktur der Beerenoberfläche Partner: Universität Basel Swiss Nanoscience Institute Nano Imaging Lab; Universität Würzburg, Institut Botanik 2; Universität Freiburg Freiburger Zentrum für interaktive Werkstoffe und bioinspirierte Technologien